# Championnat d'Italie féminin de volley-ball
Le Championnat d'Italie féminin de volley-ball est une compétition annuelle mettant aux prises les quatorze meilleurs clubs de volley-ball féminin en Italie. Il est organisé par la Lega Pallavolo Serie A femminile. Le Championnat d'Italie féminin de volley-ball existe depuis 1946.

## Histoire
L'édition 2019-2020, suspendue dans un premier temps en mars, est finalement arrêtée en avril par la Fédération italienne de Volley-ball (FIPAV), en raison de la pandémie de coronavirus. Aucun titre n'est attribué pour la saison. La fédération indique également qu'il n'y aura aucune promotion, ni relégation, à l'issue de cette épreuve spécifique.
Lors de l'exercice 2022-2023, Conegliano est champion d'Italie pour la 6e fois après sa victoire en finale des play-offs face au Vero Volley Milan et une série de cinq matchs disputés.

## Palmarès
| Année    | Champion                                                                         | Finaliste                                                                        | Troisième                                                                        |
| Serie A  | Serie A                                                                          | Serie A                                                                          | Serie A                                                                          |
| -------- | -------------------------------------------------------------------------------- | -------------------------------------------------------------------------------- | -------------------------------------------------------------------------------- |
| 1946     | Amatori Bergamo                                                                  |                                                                                  |                                                                                  |
| 1947     | Amatori Bergamo                                                                  |                                                                                  |                                                                                  |
| 1948     | Invicta Trieste                                                                  |                                                                                  |                                                                                  |
| 1949     | Invicta Trieste                                                                  | Amatori Bergamo                                                                  | Lega Nazionale Trieste                                                           |
| 1950     | Lega Nazionale Trieste                                                           | Amatori Bergamo                                                                  | Invicta Trieste                                                                  |
| 1951     | Fari Brescia                                                                     | Invicta Trieste                                                                  | Lega Nazionale Trieste                                                           |
| 1952     | Fari Brescia                                                                     | Invicta Trieste                                                                  | Pavoniana Brescia                                                                |
| 1953     | Audax Modena                                                                     | Fari Brescia                                                                     | Amatori Bergamo                                                                  |
| 1954     | Indomita Modena                                                                  | Audax Modena                                                                     | Pallavolo Reggio Emilia                                                          |
| 1955     | Indomita Modena                                                                  | Audax Modena                                                                     | Amatori Bergamo                                                                  |
| 1956     | Audax Modena                                                                     | Indomita Modena                                                                  | Libertas Palermo                                                                 |
| 1957     | Audax Modena                                                                     | Indomita Modena                                                                  | Rizzoli Milano                                                                   |
| 1958     | Audax Modena                                                                     | Rizzoli Milano                                                                   | Indomita Modena                                                                  |
| 1959     | Audax Modena                                                                     | Spes Trieste                                                                     | Indomita Modena                                                                  |
| 1960     | Spes Trieste                                                                     | Borsalino Alexandria                                                             | Sestese Volley 1945                                                              |
| 1961     | Spes Trieste                                                                     | Borsalino Alexandria                                                             | Muratori Vignola                                                                 |
| 1962     | Spes Trieste                                                                     | Muratori Vignola                                                                 | Indomita Modena                                                                  |
| 1963     | Muratori Vignola                                                                 | Indomita Modena                                                                  | Sestese Volley 1945                                                              |
| 1964     | Sestese Volley 1945                                                              | Muratori Vignola                                                                 | Indomita Modena                                                                  |
| 1965     | Max Mara Reggio Emilia                                                           | Cabassi Modena                                                                   | Muratori Vignola                                                                 |
| 1966     | Max Mara Reggio Emilia                                                           | Indomita Modena                                                                  | Volley Modena                                                                    |
| 1967     | Max Mara Reggio Emilia                                                           | Indomita Modena                                                                  | Fini Modena                                                                      |
| 1968     | Max Mara Reggio Emilia                                                           | Fini Modena                                                                      | Volley Modena                                                                    |
| 1969     | Fini Modena                                                                      | Max Mara Reggio Emilia                                                           | CUS Parma                                                                        |
| 1970     | Fini Modena                                                                      | CUS Parma                                                                        | Bartoli Reggio Emilia                                                            |
| 1971     | CUS Parma                                                                        | Fini Modena                                                                      | Pallavolo Sacile                                                                 |
| 1972     | Fini Modena                                                                      | Bartoli Reggio Emilia                                                            | CUS Parma                                                                        |
| 1973     | Fini Modena                                                                      | Bartoli Reggio Emilia                                                            | CUS Parma                                                                        |
| 1974     | Robur Pallavolo Scandicci                                                        | Orlandini Reggio Emilia                                                          | CUS Parma                                                                        |
| 1975     | Robur Pallavolo Scandicci                                                        | Coma Modena                                                                      | Pallavolo Alzano Lombardo                                                        |
| 1976     | Robur Pallavolo Scandicci                                                        | Arbor Reggio Emilia                                                              | Pallavolo Alzano Lombardo                                                        |
| 1977     | Pallavolo Alzano Lombardo                                                        | Alma Juventus Pallavolo Fano                                                     | Alidea Catania                                                                   |
| Serie A1 |                                                                                  |                                                                                  |                                                                                  |
| 1978     | Arbor Reggio Emilia                                                              | Pallavolo Cecina                                                                 | Pallavolo Alzano Lombardo                                                        |
| 1979     | 2000Uno Bari                                                                     | Nelsen Reggio Emilia                                                             | Pallavolo Alzano Lombardo                                                        |
| 1980     | Alidea Catania                                                                   | Nelsen Reggio Emilia                                                             | Pallavolo Cecina                                                                 |
| 1981     | Diana Docks Ravenna                                                              | Nelsen Reggio Emilia                                                             | Pallavolo Alzano Lombardo                                                        |
| 1982     | Diana Docks Ravenna                                                              | Nelsen Reggio Emilia                                                             | Volley Modena                                                                    |
| 1983     | Teodora Ravenna                                                                  | Nelsen Reggio Emilia                                                             | Volley Modena                                                                    |
| 1984     | Teodora Ravenna                                                                  | Victor Village Bari                                                              | CUS Parma                                                                        |
| 1985     | Teodora Ravenna                                                                  | Nelsen Reggio Emilia                                                             | Brogliaccio Ancona                                                               |
| 1986     | Teodora Ravenna                                                                  | Civ&Civ Modena                                                                   | Pallavolo Reggio Emilia                                                          |
| 1987     | Teodora Ravenna                                                                  | Civ&Civ Modena                                                                   | Brogliaccio Ancona                                                               |
| 1988     | Teodora Ravenna                                                                  | Civ&Civ Modena                                                                   | Pallavolo Reggio Emilia                                                          |
| 1989     | Teodora Ravenna                                                                  | Pallavolo San Lazaro                                                             | Virtus Reggio Calabria                                                           |
| 1990     | Teodora Ravenna                                                                  | Braglia Reggio Emilia                                                            | Pallavolo Femminile Matera                                                       |
| 1991     | Il Messaggero Ravenna                                                            | Imet Perugia                                                                     |                                                                                  |
| 1992     | Calia Salotti Matera                                                             | Rasimelli&Coletti Perugia                                                        |                                                                                  |
| 1993     | Latte Rugiada Matera                                                             | Il Messaggero Ravenna                                                            | Amazzoni Agrigento                                                               |
| 1994     | Latte Rugiada Matera                                                             | Isola Verde Modena                                                               | Teodora Ravenna                                                                  |
| 1995     | Latte Rugiada Matera                                                             | Anthesis Modena                                                                  | Teodora Ravenna                                                                  |
| 1996     | Foppapedretti Bergamo                                                            | Anthesis Modena                                                                  | Gierre Roma                                                                      |
| 1997     | Foppapedretti Bergamo                                                            | Anthesis Modena                                                                  | Pallavolo Reggio Emilia                                                          |
| 1998     | Foppapedretti Bergamo                                                            | CerMagica Reggio Emilia                                                          | Centro Ester Pallavolo                                                           |
| 1999     | Foppapedretti Bergamo                                                            | Medinex Reggio Calabria                                                          | Volley Modena                                                                    |
| 2000     | Phone Limited Modena                                                             | Medinex Reggio Calabria                                                          | Pallavolo Sirio Perugia                                                          |
| 2001     | non attribué                                                                     | Radio 105 Foppapedretti Bergamo                                                  | Teodora Ravenna                                                                  |
| 2002     | Radio 105 Foppapedretti Bergamo                                                  | Asystel Novara                                                                   | Pallavolo Sirio Perugia                                                          |
| 2003     | Despar Perugia                                                                   | Asystel Novara                                                                   | Giannino Pieralisi Volley                                                        |
| 2004     | Radio 105 Foppapedretti Bergamo                                                  | Asystel Volley                                                                   | Giannino Pieralisi Volley                                                        |
| 2005     | Despar Perugia                                                                   | Radio 105 Foppapedretti Bergamo                                                  | Chieri Volley                                                                    |
| 2006     | Radio 105 Foppapedretti Bergamo                                                  | Monte Schiavo Banca Marche Jesi                                                  | Robursport Volley Pesaro                                                         |
| 2007     | Despar Perugia                                                                   | Monte Schiavo Banca Marche Jesi                                                  | Asystel Volley                                                                   |
| 2008     | Scavolini Pesaro                                                                 | Despar Perugia                                                                   | Foppapedretti Bergamo                                                            |
| 2009     | Scavolini Pesaro                                                                 | Asystel Volley                                                                   | Foppapedretti Bergamo                                                            |
| 2010     | Scavolini Pesaro                                                                 | GSO Villa Cortese                                                                | Foppapedretti Bergamo                                                            |
| 2011     | Norda Foppapedretti Bergamo                                                      | GSO Villa Cortese                                                                | Yamamay Busto Arsizio                                                            |
| 2012     | Yamamay Busto Arsizio                                                            | Asystel MC Carnaghi                                                              | Rebecchi Nordmeccanica Piacenza                                                  |
| 2013     | Rebecchi Nordmeccanica Piacenza                                                  | Imoco Volley Conegliano                                                          | Unendo Yamamay Busto Arsizio                                                     |
| 2014     | Rebecchi Nordmeccanica Piacenza                                                  | Unendo Yamamay Busto Arsizio                                                     | Imoco Volley Conegliano                                                          |
| 2015     | Pomì Casalmaggiore                                                               | AGIL Novare                                                                      | LJ Volley Modena                                                                 |
| 2016     | Imoco Volley Conegliano                                                          | Nordmeccanica Piacenza                                                           | Pomì Casalmaggiore                                                               |
| 2017     | AGIL Novare                                                                      | Liu Jo Nordmeccanica Modena                                                      |                                                                                  |
| 2018     | Imoco Volley Conegliano                                                          | AGIL Novare                                                                      | Pallavolo Scandicci (it)                                                         |
| 2019     | Imoco Volley Conegliano                                                          | AGIL Novare                                                                      | Pallavolo Scandicci (it)                                                         |
| 2020     | Championnat officiellement arrêté le 9 avril, en raison du coronavirus en Italie | Championnat officiellement arrêté le 9 avril, en raison du coronavirus en Italie | Championnat officiellement arrêté le 9 avril, en raison du coronavirus en Italie |
| 2021     | Imoco Volley Conegliano                                                          | AGIL Novare                                                                      |                                                                                  |
| 2022     | Imoco Volley Conegliano                                                          | Vero Volley Monza                                                                |                                                                                  |
| 2023     | Imoco Volley Conegliano                                                          | Vero Volley Milan                                                                |                                                                                  |
| 2024     | Imoco Volley Conegliano                                                          | Pallavolo Scandicci (it)                                                         |                                                                                  |
| 2025     | Imoco Volley Conegliano                                                          | Vero Volley Milan                                                                |                                                                                  |

## Bilan par club
| Club                       | Titres | Ville            | Année                                                            |
| -------------------------- | ------ | ---------------- | ---------------------------------------------------------------- |
| Teodora Ravenne            | 11     | Ravenne          | 1981, 1982, 1983, 1984, 1985, 1986, 1987, 1988, 1989, 1990, 1991 |
| Volley Bergame             | 8      | Bergame          | 1996, 1997, 1998, 1999, 2002, 2004, 2006, 2011                   |
| Imoco Volley Conegliano    | 8      | Conegliano       | 2016, 2018, 2019, 2021, 2022, 2023, 2024, 2025                   |
| Audax Modena               | 5      | Modène           | 1953, 1956, 1957, 1958, 1959                                     |
| Pallavolo Reggio d'Émilie  | 4      | Reggio d'Émilie  | 1965, 1966, 1967, 1965                                           |
| Fini Modena                | 4      | Modène           | 1969, 1970, 1972, 1973                                           |
| Pallavolo Femminile Matera | 4      | Matera           | 1992, 1993, 1994, 1995                                           |
| Casa Lampada Trieste       | 3      | Trieste          | 1960, 1961, 1962                                                 |
| Robur Pallavolo Scandicci  | 3      | Scandicci        | 1974, 1975, 1976                                                 |
| Pallavolo Sirio Pérouse    | 3      | Pérouse          | 2003, 2005, 2007                                                 |
| Robursport Volley Pesaro   | 3      | Pesaro           | 2008, 2009, 2010                                                 |
| Amatori Bergamo            | 2      | Bergame          | 1946, 1947                                                       |
| Invicta Trieste            | 2      | Trieste          | 1948, 1949                                                       |
| Fari Brescia               | 2      | Brescia          | 1951, 1952                                                       |
| Indomita Modena            | 2      | Modène           | 1954, 1955                                                       |
| River Volley Piacenza      | 2      | Plaisance        | 2013, 2014                                                       |
| Lega Nazionale Trieste     | 1      | Trieste          | 1950                                                             |
| Muratori Vignola           | 1      | Vignola          | 1963                                                             |
| Sestese Volley             | 1      | Sesto Fiorentino | 1964                                                             |
| CUS Parma                  | 1      | Parme            | 1971                                                             |
| Pallavolo Alzano Lombardo  | 1      | Alzano Lombardo  | 1977                                                             |
| Arbor Reggio Emilia        | 1      | Reggio d'Émilie  | 1978                                                             |
| Amatori Volley Bari        | 1      | Bari             | 1979                                                             |
| Alidea Catania             | 1      | Catane           | 1980                                                             |
| Volley Modène              | 1      | Modène           | 2000                                                             |
| FV Busto Arsizio           | 1      | Busto Arsizio    | 2012                                                             |
| VBC Casalmaggiore          | 1      | Casalmaggiore    | 2015                                                             |
| AGIL Novare                | 1      | Novare           | 2017                                                             |